# M-507
La M-507 es una carretera de la Red Secundaria de la Comunidad de Madrid (España). Con una longitud de 50,71 km, une Navalcarnero con la carretera M-501 a la altura de Rozas de Puerto Real.

## Historia
Es conocida como la "carretera de los pantanos". En septiembre de 2023, la tormenta ocasionada por una dana provocó la crecida del río Alberche, que a su vez destruyó dos puentes de la carretera. El Ejército de Tierra instaló un puente provisional Bailey para restaurar el acceso a Aldea del Fresno. En julio de 2024, fueron inaugurados los nuevos puentes, denominados Nuevo Puente de la Pedrera y Puente del Arroyo Grande.

## Trayecto
Su nacimiento está a 40 km del centro de Madrid, y su extremo suroeste a 84 km del centro de Madrid. Sirve como acceso a múltiples pueblos de la comunidad algo alejados y retirados.
Es uno de los principales enlaces de la Comunidad de Madrid, llegando desde el sur hasta el extremo suroeste de la comunidad.